# Gauks saga Trandilssonar
Gauks saga Trandilssonar es una de las sagas de los islandeses sobre el vikingo Gauk Trandilsson, un relato que ha sido recuperado por el profesor Jón Helgason (1899 – 1986) procedente de una nota en Möðruvallabók, del gobernador islandés Grímur Þorsteinsson (siglo XIV), escrita entre 1316 y 1350. Es una obra que, a diferencia de otras sagas nórdicas, no tuvo copias manuscritas posteriores y se considera perdida.